# CEV Cup 2016–2017 (damer)
CEV Cup 2016-2017 var den 45:e upplagan av volleybolltävlingen CEV Cup. Turneringen utspelade sig mellan 13 december 2016 och 15 april 2017. Trettiosex lag deltog och ZHVK Dinamo Kazan vann för första gången.

## Regelverk
Turneringen spelades i cupformat från 32-delsfinal och framåt. I 32-delsfinalen gick två lag in som blivit urslagna ur CEV Champions League 2016–2017, i sextondelsfinalen gick 8 lag in som blivit urslagna ur Champions League och i åttondelsfinalen gick fyra lag från Champoions League in. Alla matcher spelade med hemma- och bortamatcher. Matchpoäng fördelades enligt vanliga volleybollregler (3 poäng tilldelades det vinnande laget och 0 poäng tilldelades det förlorande laget vid 3-0 i set, 2 poäng tilldelades det vinnande laget och 1 tilldelades det förlorande lag vid 3-2 i set). Om bägge lagen fick lika många matchpoäng genomfördes ett golden set..

## Deltagande lag
| - VC Tirol - VDK Gent - VK Minsk - ŽOK Jedinstvo Brčko - VK Maritsa - HAOK Mladost - Kohila VK - HPK Naiset - LP Viesti Salo | - Béziers Volley - RC Cannes - Saint-Cloud Paris Stade Français - Allianz MTV Stuttgart - Rote Raben Vilsbiburg - AO Thīras - Hapoel Kfar Saba - Maccabi Haifa - Volleyball Casalmaggiore | - Futura Volley Busto Arsizio - KV Drita - ŽOK Luka Bar - Team Eurosped - Budowlani Łódź - VK UP Olomouc - VK Prostějov - CSM Târgoviște - ZHVK Dinamo Kazan | - Jedinstvo Stara Pazova - OK Vizura - OK Branik - OK Kamnik - TS Volley Düdingen - Volleyball Franches-Montagnes - Galatasaray SK - VK Chimik - Békéscsabai RSE |

## Turneringen

### Trettioandradelsfinal

#### Match 1
| 15 december 2016 Forum Biwi, Rossemaison Speltid 1h:11 - Åskådare 930           | Volleyball Franches-Montagnes    | 3 - 0 | KV Drita               | 25-18, 25-14, 25-16        |
| 13 december 2016 Universitätssporthalle, Innsbruck Speltid 1h:36 - Åskådare 300 | VC Tirol                         | 3 - 1 | ŽOK Luka Bar           | 22-25, 25-19, 25-15, 25-20 |
| 14 december 2016 IISPA Almelo, Almelo Speltid 1h:18 - Åskådare 423              | Team Eurosped                    | 0 - 3 | VK UP Olomouc          | 22-25, 21-25, 20-25        |
| 14 december 2016 Ballsporthalle, Vilsbiburg Speltid 1h:56 - Åskådare 703        | Rote Raben Vilsbiburg            | 3 - 1 | Jedinstvo Stara Pazova | 29-27, 22-25, 25-16, 25-20 |
| 15 december 2016 PalaYamamay, Busto Arsizio Speltid 1h:41 - Åskådare 1 550      | Futura Volley Busto Arsizio      | 3 - 1 | VDK Gent               | 25-27, 25-19, 25-21, 25-17 |
| 14 december 2016 Dom odbojke Bojan Stranić, Zagreb Speltid 1h:19 - Åskådare 600 | HAOK Mladost                     | 0 - 3 | LP Viesti Salo         | 21-25, 21-25, 25-16        |
| 14 december 2016 Salle Charléty, Paris Speltid 1h:18 - Åskådare 1 100           | Saint-Cloud Paris Stade Français | 0 - 3 | OK Branik              | 22-25, 21-25, 19-25        |
| 14 december 2016 Green Hall, Kfar Saba Speltid 1h:23 - Åskådare 400             | Hapoel Kfar Saba                 | 3 - 0 | AO Thīras              | 25-19, 25-22, 25-21        |

#### Match 2
| 22 december 2016 Palestra Selishta-Petriti, Gjilan Speltid 1h:06 - Åskådare 600      | KV Drita               | 0 - 3 | Volleyball Franches-Montagnes    | 12-25, 22-25, 12-25                          |
| 21 december 2016 Sportska dvorana Topolica, Bar Speltid 1h:51 - Åskådare 250         | ŽOK Luka Bar           | 3 - 1 | VC Tirol                         | 25-23, 13-25, 25-17, 25-18 Golden set: 15-10 |
| 21 december 2016 Univerzita Palackého, Olomouc Speltid 1h:12 - Åskådare 300          | VK UP Olomouc          | 3 - 0 | Team Eurosped                    | 25-16, 25-18, 25-20                          |
| 21 december 2016 Hala Sportova, Stara Pazova Speltid 1h:26 - Åskådare 900            | Jedinstvo Stara Pazova | 3 - 0 | Rote Raben Vilsbiburg            | 25-17, 25-21, 25-11 Golden set: 18-16        |
| 21 december 2016 Edugo Topsporthal, Gand Speltid 1h:14 - Åskådare 524                | VDK Gent               | 0 - 3 | Futura Volley Busto Arsizio      | 19-25, 20-25, 22-25                          |
| 21 december 2016 Salohalli, Salo Speltid 1h:25 - Åskådare 512                        | LP Viesti Salo         | 3 - 0 | HAOK Mladost                     | 25-21, 26-24, 25-19                          |
| 21 december 2016 Športna Dvorana Ljudski Vrt, Maribor Speltid 1h:34 - Åskådare 200   | OK Branik              | 3 - 1 | Saint-Cloud Paris Stade Français | 20-25, 25-22, 25-15, 25-14                   |
| 21 december 2016 Dappos-Dimotikos Athlitikos, Santorini Speltid 2h:05 - Åskådare 750 | AO Thīras              | 2 - 3 | Hapoel Kfar Saba                 | 24-26, 25-23, 19-25, 25-18, 11-15            |

#### Kvalificerade lag
- LP Viesti Salo
- Hapoel Kfar Saba
- Futura Volley Busto Arsizio
- ŽOK Luka Bar
- VK UP Olomouc
- Jedinstvo Stara Pazova
- OK Branik
- Volleyball Franches-Montagnes

### Sextondelsfinaler

#### Match 1
| 12 januari 2017 Salohalli, Salo Speltid 1h:21 - Åskådare 527                         | LP Viesti Salo                | 0 - 3 | HPK Naiset          | 20-25, 21-25, 20-25               |
| 12 januari 2017 PalaYamamay, Busto Arsizio Speltid 1h:35 - Åskådare 1 025            | Futura Volley Busto Arsizio   | 3 - 1 | VK Maritsa          | 25-13, 23-25, 25-15, 25-16        |
| 11 januari 2017 Hala Sportova, Stara Pazova Speltid 1h:33 - Åskådare 700             | Jedinstvo Stara Pazova        | 1 - 3 | Békéscsabai RSE     | 17-25, 25-12, 16-25, 15-25        |
| 12 januari 2017 PalaRadi, Cremona Speltid 1h:06 - Åskådare 2 294                     | Volleyball Casalmaggiore      | 3 - 0 | Maccabi Haifa       | 25-20, 25-18, 25-13               |
| 12 januari 2017 Športna Dvorana Ljudski Vrt, Maribor Speltid 1h:58 - Åskådare 500    | OK Branik                     | 3 - 1 | OK Kamnik           | 25-21, 21-25, 26-24, 25-20        |
| 12 januari 2017 Green Hall, Kfar Saba Speltid 1h:24 - Åskådare 350                   | Hapoel Kfar Saba              | 3 - 0 | ŽOK Jedinstvo Brčko | 25-17, 25-17, 25-21               |
| 11 januari 2017 SCHARRena, Stuttgart Speltid 1h:06 - Åskådare 1 050                  | Allianz MTV Stuttgart         | 3 - 0 | Kohila VK           | 25-13, 25-17, 25-12               |
| 11 januari 2017 Sala Polivalentă, Târgoviște Speltid 2h:14 - Åskådare 1 500          | CSM Târgoviște                | 2 - 3 | VK Chimik           | 25-22, 25-11, 22-25, 24-26, 14-16 |
| 12 januari 2017 Forum Biwi, Rossemaison Speltid 1h:38 - Åskådare 770                 | Volleyball Franches-Montagnes | 1 - 3 | Galatasaray SK      | 25-23, 15-25, 17-25, 13-25        |
| 11 januari 2017 Univerzita Palackého, Olomouc Speltid 1h:14 - Åskådare 530           | VK UP Olomouc                 | 0 - 3 | ZHVK Dinamo Kazan   | 16-25, 16-25, 16-25               |
| 11 januari 2017 Sportska dvorana Topolica, Bar Speltid 1h:08 - Åskådare 250          | ŽOK Luka Bar                  | 0 - 3 | Budowlani Łódź      | 15-25, 14-25, 22-25               |
| 11 januari 2017 Halle Omnisport Saint-Léonard, Fribourg Speltid 1h:48 - Åskådare 752 | TS Volley Düdingen            | 1 - 3 | Béziers Volley      | 25-23, 19-25, 21-25, 26-28        |

#### Match 2
| 25 januari 2017 Elenia Areena, Tavastehus Speltid 1h:18 - Åskådare 582                | HPK Naiset          | 3 - 0 | LP Viesti Salo                | 25-21, 25-19, 25-18                         |
| 25 januari 2017 Kolodruma, Plovdiv Speltid 2h:16 - Åskådare 2 950                     | VK Maritsa          | 3 - 2 | Futura Volley Busto Arsizio   | 16-25, 26-24, 23-25, 25-23, 17-15           |
| 25 januari 2017 Városi Sportcsarnok, Békéscsaba Speltid 1h:58 - Åskådare 1 600        | Békéscsabai RSE     | 3 - 2 | Jedinstvo Stara Pazova        | 25-11, 21-25, 25-20, 23-25, 15-10           |
| 26 januari 2017 Romema Sports Arena, Haifa Speltid 1h:10 - Åskådare 400               | Maccabi Haifa       | 0 - 3 | Volleyball Casalmaggiore      | 21-25, 15-25, 19-25                         |
| 26 januari 2017 Hala Tivoli, Lubiana Speltid 1h:18 - Åskådare 800                     | OK Kamnik           | 0 - 3 | OK Branik                     | 21-25, 15-25, 16-25                         |
| 25 januari 2017 Sportska Dvorana Magnet, Brčko Speltid 1h:54 - Åskådare 750           | ŽOK Jedinstvo Brčko | 3 - 1 | Hapoel Kfar Saba              | 15-25, 25-20, 25-23, 25-22 Golden set: 15-8 |
| 25 januari 2017 Audentes Sports Hall, Tallinn Speltid 0h:57 - Åskådare 200            | Kohila VK           | 0 - 3 | Allianz MTV Stuttgart         | 10-25, 21-25, 14-25                         |
| 26 januari 2017 FSK Olymp, Južne Speltid 2h:12 - Åskådare 600                         | VK Chimik           | 3 - 2 | CSM Târgoviște                | 25-16, 26-24, 23-25, 22-25, 15-13           |
| 24 januari 2017 Burhan Felek Spor Salonu, Istanbul Speltid 1h:09 - Åskådare 300       | Galatasaray SK      | 3 - 0 | Volleyball Franches-Montagnes | 25-14, 25-23, 25-16                         |
| 26 januari 2017 Centr volejbola Sankt-Peterburg, Kazan Speltid 1h:07 - Åskådare 1 000 | ZHVK Dinamo Kazan   | 3 - 0 | VK UP Olomouc                 | 25-11, 25-16, 26-16                         |
| 25 januari 2017 Atlas Arena, Łódź Speltid 1h:05 - Åskådare 1 150                      | Budowlani Łódź      | 3 - 0 | ŽOK Luka Bar                  | 25-9, 25-14, 25-17                          |
| 24 januari 2017 Halle du Four a Chaux, Béziers Speltid 1h:24 - Åskådare 870           | Béziers Volley      | 3 - 0 | TS Volley Düdingen            | 25-23, 25-23, 25-21                         |

#### Kvalificerade lag
| - ŽOK Jedinstvo Brčko - Béziers Volley - HPK Naiset - Allianz MTV Stuttgart - Futura Volley Busto Arsizio - Volleyball Casalmaggiore | - Budowlani Łódź - ZHVK Dinamo Kazan - OK Branik - Galatasaray SK - VK Chimik - Békéscsabai RSE |

### Åttondelsfinaler

#### Match 1
| 7 februari 2017 Városi Sportcsarnok, Békéscsaba Speltid 1h:42 - Åskådare 2 200        | Békéscsabai RSE             | 3 - 1        | Béziers Volley      | 23-25, 25-10, 25-13, 25-23 |
| 8 februari 2017 PalaYamamay, Busto Arsizio Speltid 1h:20 - Åskådare 1 000             | Futura Volley Busto Arsizio | 3 - 0        | VK Minsk            | 25-17, 25-16, 25-17        |
| 8 februari 2017 PalaRadi, Cremona Speltid 1h:07 - Åskådare 1 733                      | Volleyball Casalmaggiore    | 3 - 0        | HPK Naiset          | 25-18, 25-18, 25-17        |
| 8 februari 2017 SCHARRena, Stuttgart Speltid 1h:21 - Åskådare 1 100                   | Allianz MTV Stuttgart       | 3 - 0        | VK Prostějov        | 25-16, 25-17, 25-14        |
| 7 februari 2017 Burhan Felek Spor Salonu, Istanbul Speltid 1h:08 - Åskådare 300       | Galatasaray SK              | 3 - 0        | OK Branik           | 25-23, 25-19, 25-15        |
| 8 februari 2017 Atlas Arena, Łódź Speltid 1h:18 - Åskådare 3 250                      | Budowlani Łódź              | 3 - 0        | RC Cannes           | 25-20, 26-24, 25-18        |
| 8 februari 2017 Centr volejbola Sankt-Peterburg, Kazan Speltid 1h:03 - Åskådare 1 050 | ZHVK Dinamo Kazan           | 3 - 0        | ŽOK Jedinstvo Brčko | 25-12, 25-11, 25-17        |
| 7 februari 2017 FSK Olymp, Južne Speltid - - Åskådare -                               | VK Chimik                   | Ej genomförd | OK Vizura           | -                          |

#### Match 2
| 21 februari 2017 Halle du Four a Chaux, Béziers Speltid 1h:39 - Åskådare 850       | Béziers Volley      | 1 - 3 | Békéscsabai RSE             | 23-25, 25-18, 22-25, 9-25         |
| 22 februari 2017 Falcon Club Arena, Minsk Speltid 2h:09 - Åskådare 350             | VK Minsk            | 3 - 2 | Futura Volley Busto Arsizio | 25-22, 22-25, 25-21, 24-26, 15-10 |
| 22 februari 2017 Elenia Areena, Tavastehus Speltid 1h:50 - Åskådare 1 070          | HPK Naiset          | 2 - 3 | Volleyball Casalmaggiore    | 16-25, 21-25, 25-15, 27-25, 12-15 |
| 22 februari 2017 Sport Centrum, Prostějov Speltid 1h:54 - Åskådare 650             | VK Prostějov        | 2 - 3 | Allianz MTV Stuttgart       | 25-19, 21-25, 25-22, 17-25, 9-15  |
| 23 februari 2017 Športna Dvorana Ljudski Vrt, Maribor Speltid 2h:04 - Åskådare 600 | OK Branik           | 3 - 2 | Galatasaray SK              | 14-25, 25-23, 20-25, 25-21, 15-9  |
| 22 februari 2017 Palais des Victoires, Cannes Speltid 2h:05 - Åskådare 825         | RC Cannes           | 3 - 2 | Budowlani Łódź              | 25-20, 23-25, 28-30, 25-13, 15-13 |
| 22 februari 2017 Sportska Dvorana Magnet, Brčko Speltid 1h:06 - Åskådare 800       | ŽOK Jedinstvo Brčko | 0 - 3 | ZHVK Dinamo Kazan           | 14-25, 12-25, 19-25               |
| 23 februari 2017 Sportska Dvorana Magnet, Brčko Speltid 1h:57 - Åskådare ?         | OK Vizura           | 3 - 2 | VK Chimik                   | 25-14, 23-25, 23-25, 25-20, 15-8  |

#### Kvalificerade lag
- Allianz MTV Stuttgart
- Futura Volley Busto Arsizio
- Volleyball Casalmaggiore
- Budowlani Łódź
- ZHVK Dinamo Kazan
- OK Vizura
- Galatasaray SK
- Békéscsabai RSE

### Kvartsfinaler

#### Match 1
| 7 mars 2017 Városi Sportcsarnok, Békéscsaba Speltid 1h:46 - Åskådare 1 850        | Békéscsabai RSE       | 1 - 3 | Futura Volley Busto Arsizio | 23-25, 28-26, 14-25, 19-25        |
| 7 mars 2017 SCHARRena, Stuttgart Speltid 1h:01 - Åskådare 1 300                   | Allianz MTV Stuttgart | 2 - 3 | Volleyball Casalmaggiore    | 19-25, 19-25, 25-22, 25-21, 12-15 |
| 8 mars 2017 Burhan Felek Spor Salonu, Istanbul Speltid 1h:36 - Åskådare 300       | Galatasaray SK        | 3 - 1 | Budowlani Łódź              | 25-15, 25-27, 25-14, 25-17        |
| 7 mars 2017 Centr volejbola Sankt-Peterburg, Kazan Speltid 1h:08 - Åskådare 1 043 | ZHVK Dinamo Kazan     | 3 - 0 | OK Vizura                   | 25-8, 25-23, 25-12                |

#### Match 2
| 15 mars 2017 PalaYamamay, Busto Arsizio Speltid 1h:12 - Åskådare 1 200 | Futura Volley Busto Arsizio | 3 - 0 | Békéscsabai RSE       | 25-20, 25-8, 25-22  |
| 15 mars 2017 PalaRadi, Cremona Speltid 1h:18 - Åskådare 1 965          | Volleyball Casalmaggiore    | 3 - 0 | Allianz MTV Stuttgart | 25-22, 25-14, 26-24 |
| 15 mars 2017 Atlas Arena, Łódź Speltid 1h:20 - Åskådare 2 500          | Budowlani Łódź              | 0 - 3 | Galatasaray SK        | 23-25, 18-25, 17-25 |
| 15 mars 2017 Šumice Sport Center, Belgrad Speltid 1h:20 - Åskådare 950 | OK Vizura                   | 0 - 3 | ZHVK Dinamo Kazan     | 14-25, 16-25, 16-25 |

#### Kvalificerade lag
- Futura Volley Busto Arsizio
- Volleyball Casalmaggiore
- Galatasaray SK
- ZHVK Dinamo Kazan

### Semifinaler

#### Match 1
| 28 mars 2017 PalaRadi, Cremona Speltid 1h:33 - Åskådare 2 917                  | Volleyball Casalmaggiore | 0 - 3 | Futura Volley Busto Arsizio | 22-25, 20-25, 27-25 |
| 28 mars 2017 Burhan Felek Spor Salonu, Istanbul Speltid 1h:29 - Åskådare 1 000 | Galatasaray SK           | 3 - 0 | ZHVK Dinamo Kazan           | 25-23, 27-25, 25-13 |

#### Match 2
| 1º april 2017 PalaYamamay, Busto Arsizio Speltid 2h:09 - Åskådare 2 600            | Futura Volley Busto Arsizio | 3 - 2 | Volleyball Casalmaggiore | 23-25, 23-25, 25-23, 29-27, 15-9      |
| 2 april 2017 Centr volejbola Sankt-Peterburg, Kazan Speltid 1h:33 - Åskådare 1 650 | ZHVK Dinamo Kazan           | 3 - 0 | Galatasaray SK           | 25-18, 25-20, 25-18 Golden set: 15-11 |

#### Kvalificerade lag
- Futura Volley Busto Arsizio
- ZHVK Dinamo Kazan

### Final

#### Match 1
| 11 april 2017 Centr volejbola Sankt-Peterburg, Kazan Speltid 1h:58 - Åskådare 2 000 | ZHVK Dinamo Kazan | 3 - 1 | Futura Volley Busto Arsizio | 25-18, 25-22, 20-25, 25-22 |

#### Match 2
| 15 april 2017 PalaYamamay, Busto Arsizio Speltid 2h:06 - Åskådare 3 483 | Futura Volley Busto Arsizio | 2 - 3 | ZHVK Dinamo Kazan | 25-23, 25-16, 12-25, 21-25, 12-25 |

#### Mästare
- ZHVK Dinamo Kazan